# Пакослав (гміна)
Гміна Пакослав (пол. Gmina Pakosław) — сільська гміна у північно-західній Польщі. Належить до Равицького повіту Великопольського воєводства.
Станом на 31 грудня 2011 у гміні проживало 4752 особи.

## Територія
Згідно з даними за 2007 рік площа гміни становила 77.54 км², у тому числі:
- орні землі: 71.00%
- ліси: 22.00%

Таким чином, площа гміни становить 14.02% площі повіту.

## Населення
Станом на 31 грудня 2011:
| Опис     | Загалом | Загалом | Чоловіки | Чоловіки | Жінки | Жінки |
| -------- | ------- | ------- | -------- | -------- | ----- | ----- |
| одиниця  | осіб    | %       | осіб     | %        | осіб  | %     |
| все      | 4752    | 100     | 2454     | 51.64    | 2298  | 48.36 |
| міське   | 0       | 100     | 0        |          | 0     |       |
| сільське | 4752    | 100     | 2454     | 51.64    | 2298  | 48.36 |

## Сусідні гміни
Гміна Пакослав межує з такими гмінами:
- Мейська Ґурка
- Мілич
- Равич
- Ютросін